# Reynosa
Reynosa is een industriestad in Tamaulipas, in het noorden van Mexico. Reynosa is met 507.998 inwoners (census 2005) de grootste stad in Tamaulipas en is de hoofdplaats van de gemeente Reynosa.
Reynosa ligt aan de Río Bravo, tegenover McAllen in Texas. In Reynosa bevinden zich vele maquiladoras. De plaats is daarnaast ook berucht wegens haar drugsgeweld.

## Bekende inwoners van Reynosa

### Geboren
- Arturo González (1994), voetballer

### Overleden
- Valentin Elizalde (1979-2006) zanger